# Protaphis carlinae
Protaphis carlinae är en insektsart som först beskrevs av Carl Julius Bernhard Börner 1940.  Protaphis carlinae ingår i släktet Protaphis och familjen långrörsbladlöss. Inga underarter finns listade i Catalogue of Life.